# Tafelberg (Südafrika)
Der Tafelberg (englisch Table Mountain, afrikaans Tafelberg, khoi: Hoerikwaggo für „aus dem Meer ragend“) liegt in Südafrika, im nördlichen Teil einer Bergkette auf der circa 52 km langen und bis zu 16 km breiten Kap-Halbinsel, an deren Südende sich das Kap der Guten Hoffnung befindet. Er prägt die Silhouette Kapstadts, auf dessen Territorium er sich erstreckt. Der höchste Punkt des Tafelberges ist Maclear’s Beacon (Maclears Signalfeuer) am nordöstlichen Ende des Felsplateaus mit 1087 m. Der Tafelberg umfasst eine Gesamtfläche von rund 6500 Hektar.

## Geologie

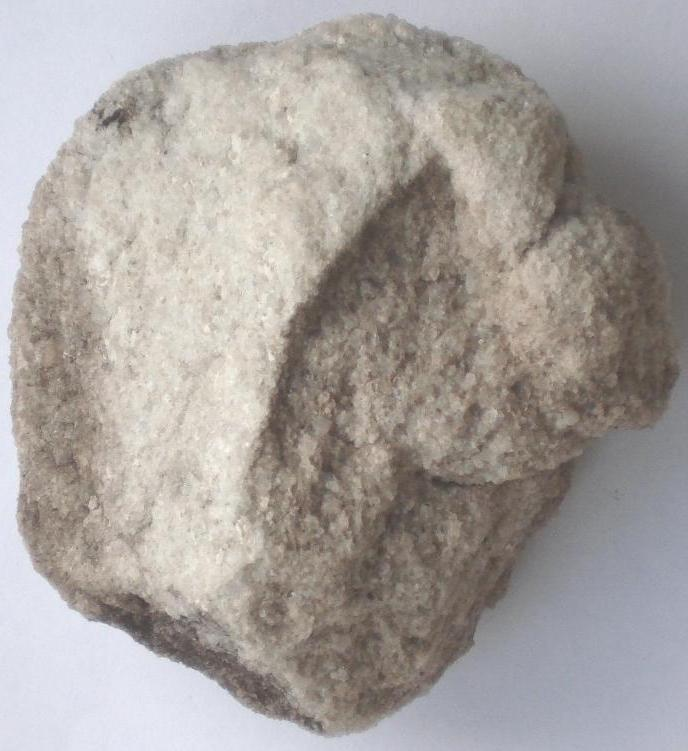
Ein Handstück des Tafelbergsandsteins

Der Tafelberg besteht überwiegend aus weißem, quarzitischem Tafelbergsandstein, der im Liegenden auf Grauwacken und Schiefern aufsitzt, dem so genannten Malmesbury Bed (Malmesbury Group). Vor etwa 630 Millionen Jahren intrudierten Magmen in die bestehenden Gesteinslagen, wodurch sich nach dem Erkalten der Peninsula-Granit bildete. Später lagerten sich darüber Sande aus fluviatilen und marinen Vorgängen ab, die sich zu Sandsteinen verfestigten (Table Mountain Group: hier Graafwater- und Peninsula-Formation). Die ältesten Bereiche des Tafelbergs sind rund 450 Millionen Jahre alt. Zusammen mit jüngeren Ablagerungen bildet der Sandsteinkomplex überwiegend die Peninsula-Formation. Entlang des Chapman’s Peak Drive kann ein Schichtenwechsel beobachtet werden, er bildet die Diskordanz zwischen Granit-Basement und den hier aufsitzenden Sedimentschichten. Das heutige Aussehen des Tafelbergs ist das Ergebnis von Wind- und Wassererosion. Seine großen Flächen verdanken ihre Formen der Einwirkung äußerer natürlicher Verwitterungseinflüsse. Durch Spalten und Risse im Sandstein konnte Wasser eindringen und den Gesteinskomplex nachträglich durch Erosionsvorgänge erheblich verändern. Dadurch entstanden auch große Sandsteinhöhlen.

## Geographie

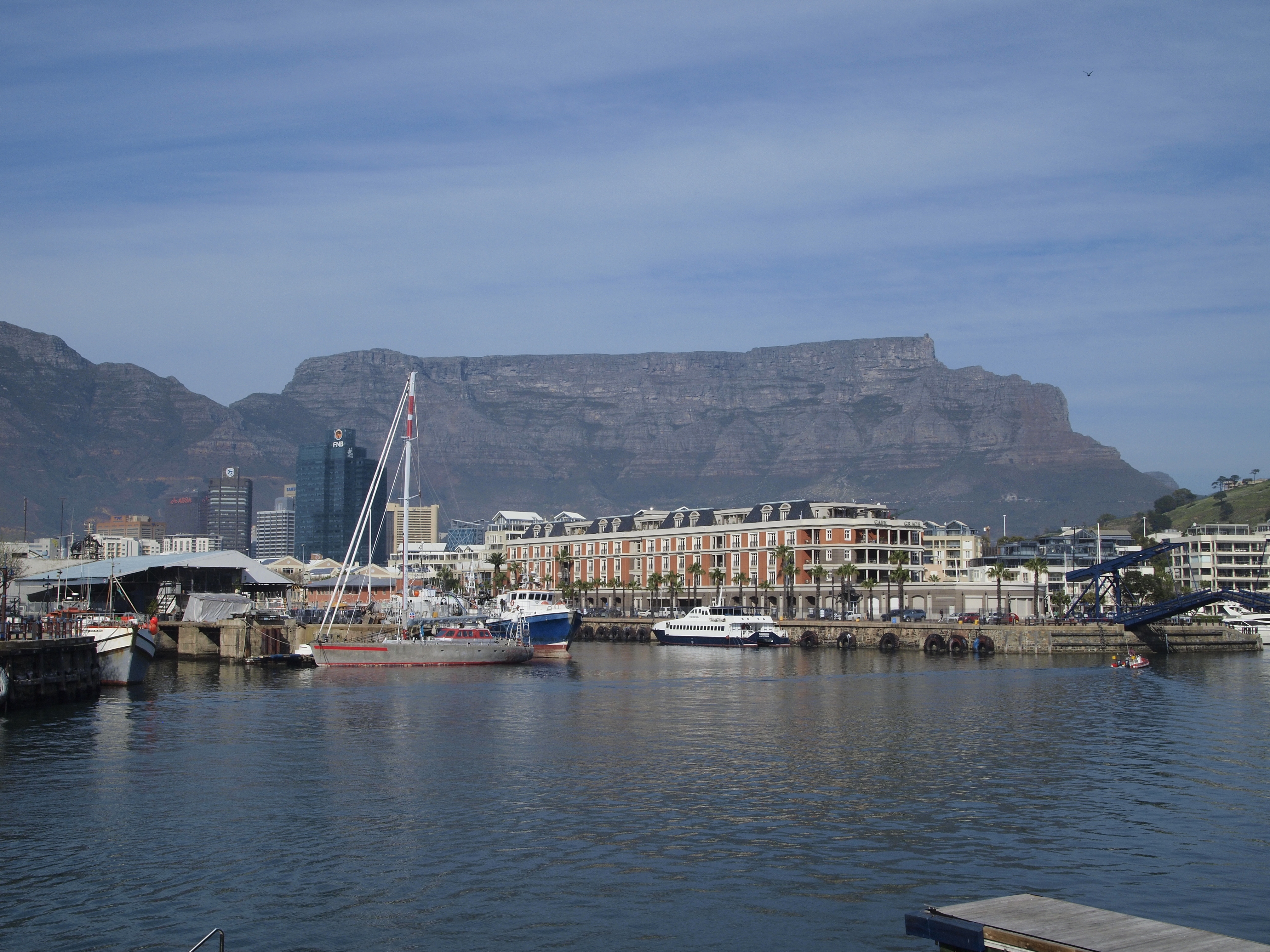
Der Tafelberg von der Victoria & Alfred Waterfront aus

Der Tafelberg liegt im Westen  Kapstadts nahe dem Atlantischen Ozean. Zum Massiv des Tafelberges gehören der Devil’s Peak mit 1002 m Höhe, der Lion’s Head mit 668 m Höhe, der Signal Hill mit 350 m Höhe sowie die Berge der Zwölf Apostel mit Höhen zwischen 780 und 800 m. Bei gutem Wetter ist er auch im über 70 Kilometer entfernten West Coast National Park sichtbar.

## Natur

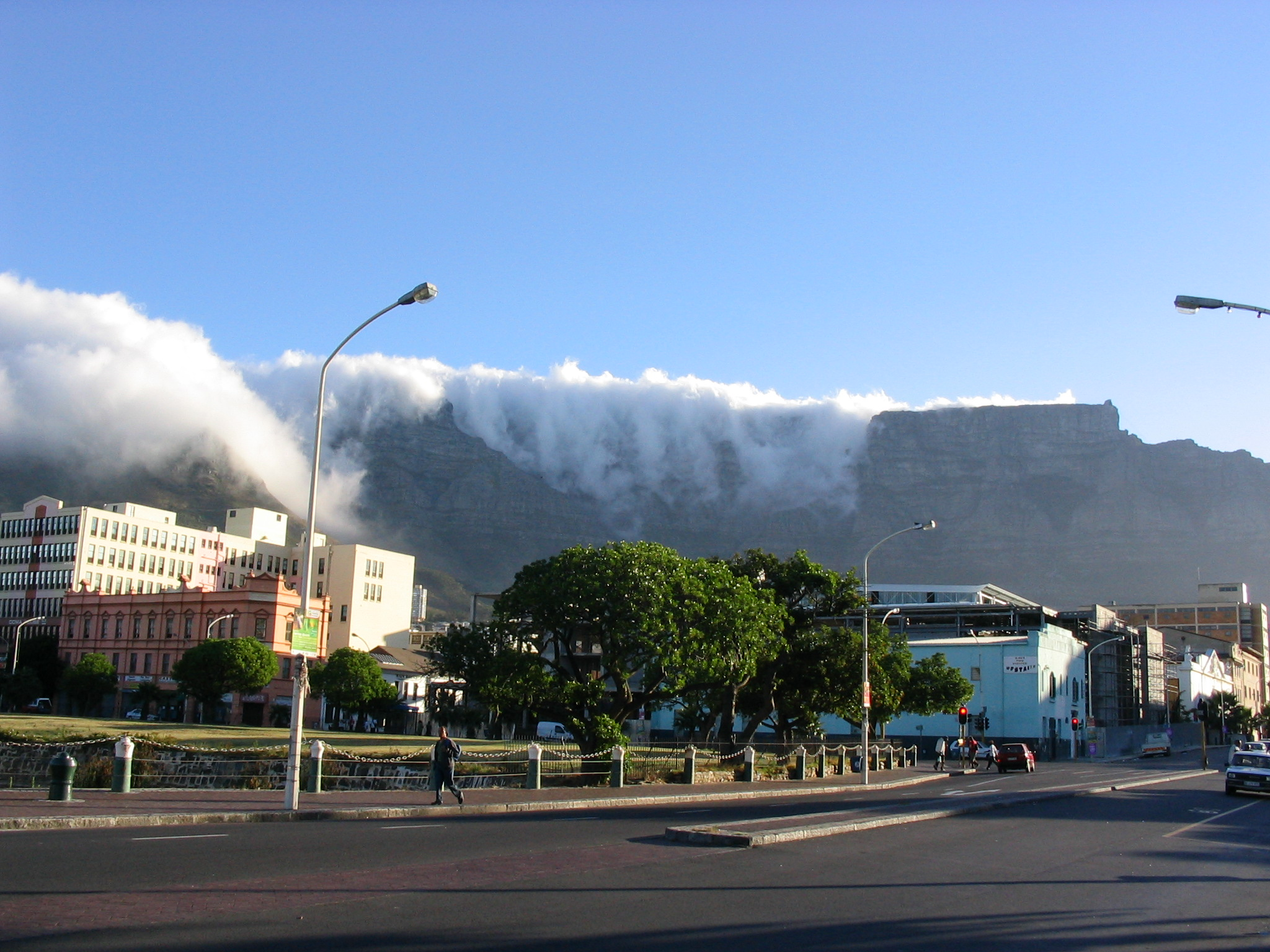
Beginn des sogenannten Tablecloth (deutsch: „Tischtuch“)-Phänomens

Auf dem Tafelberg herrscht eine große Pflanzenvielfalt. Etwa 1400 Pflanzenarten sind identifiziert; das sind mehr, als in ganz Großbritannien anzutreffen sind. Viele von ihnen sind endemisch, d. h. nirgendwo sonst auf der Welt zu finden. „Fynbos“ wird die artenreiche, mediterrane Kap-Macchie genannt. Allein die Zahl der Erika-Gewächse und der Proteen – zu der auch Südafrikas Nationalblume, die Königs-Protea, zählt – geht in die Hunderte.
Zur Fauna des Tafelberges gehören Klippschliefer sowie Krähen, die in den Sandsteinklüften leben und sich bei der Nahrungssuche in der Saison im Wesentlichen auf die Touristen verlassen, denen sie aus der Hand fressen.

## Klima

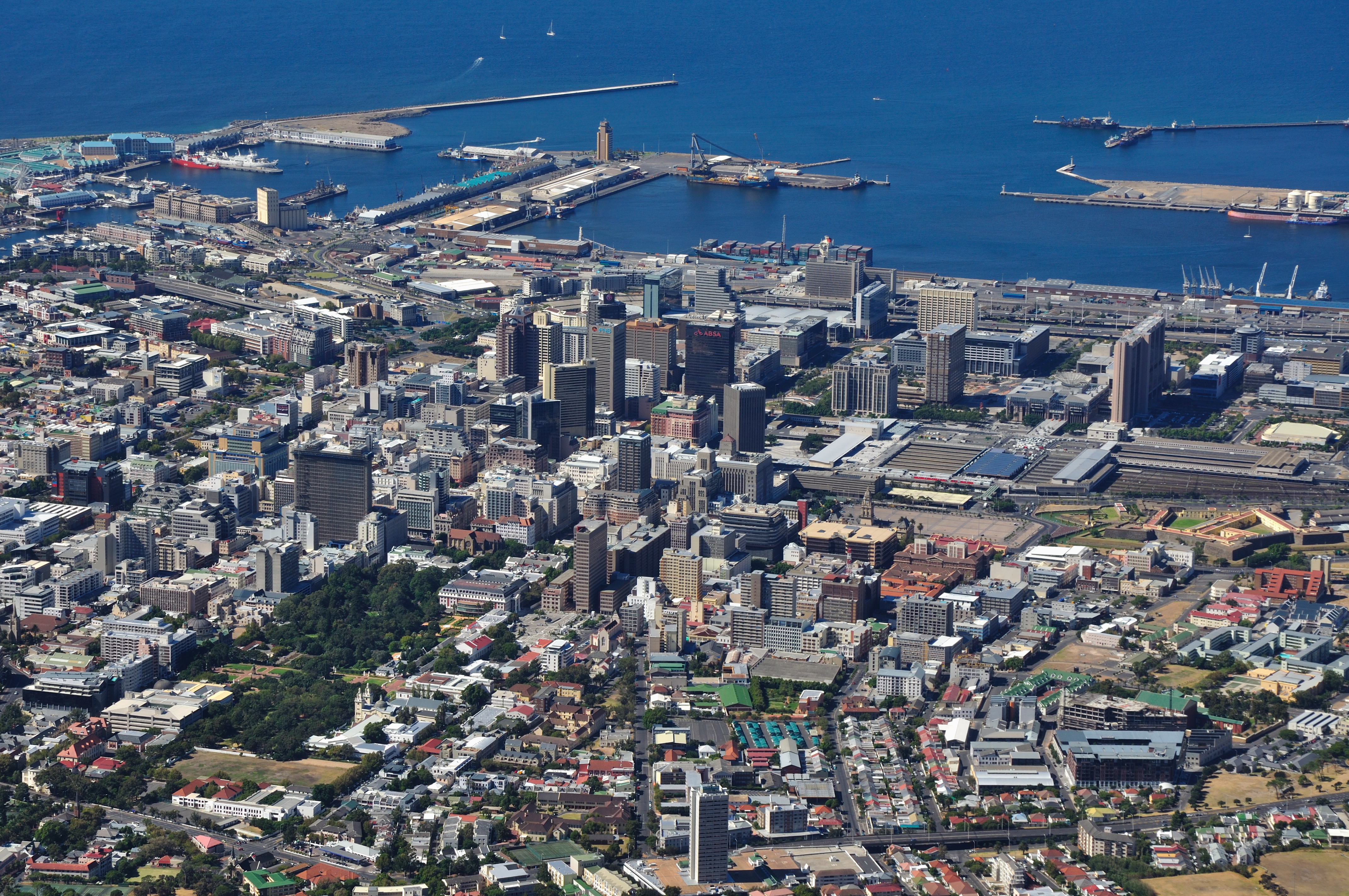
Blick vom Tafelberg auf das Stadtzentrum

Feuchte Luftmassen, die vom offenen Meer her den Tafelberg als erstes Hindernis überströmen, bilden sehr häufig das so genannte Tablecloth (deutsch: „Tischtuch“): In den zum Aufstieg (und damit zur Abkühlung) gezwungenen Luftmassen bilden sich Wolken, während sich an den Nord- und Westhängen des Berges ein trockenwarmer Fallwind, Kapdoktor genannt, bemerkbar macht. Überwiegend tritt dieses Phänomen im südafrikanischen Sommer auf.

## Table Mountain Aerial Cableway

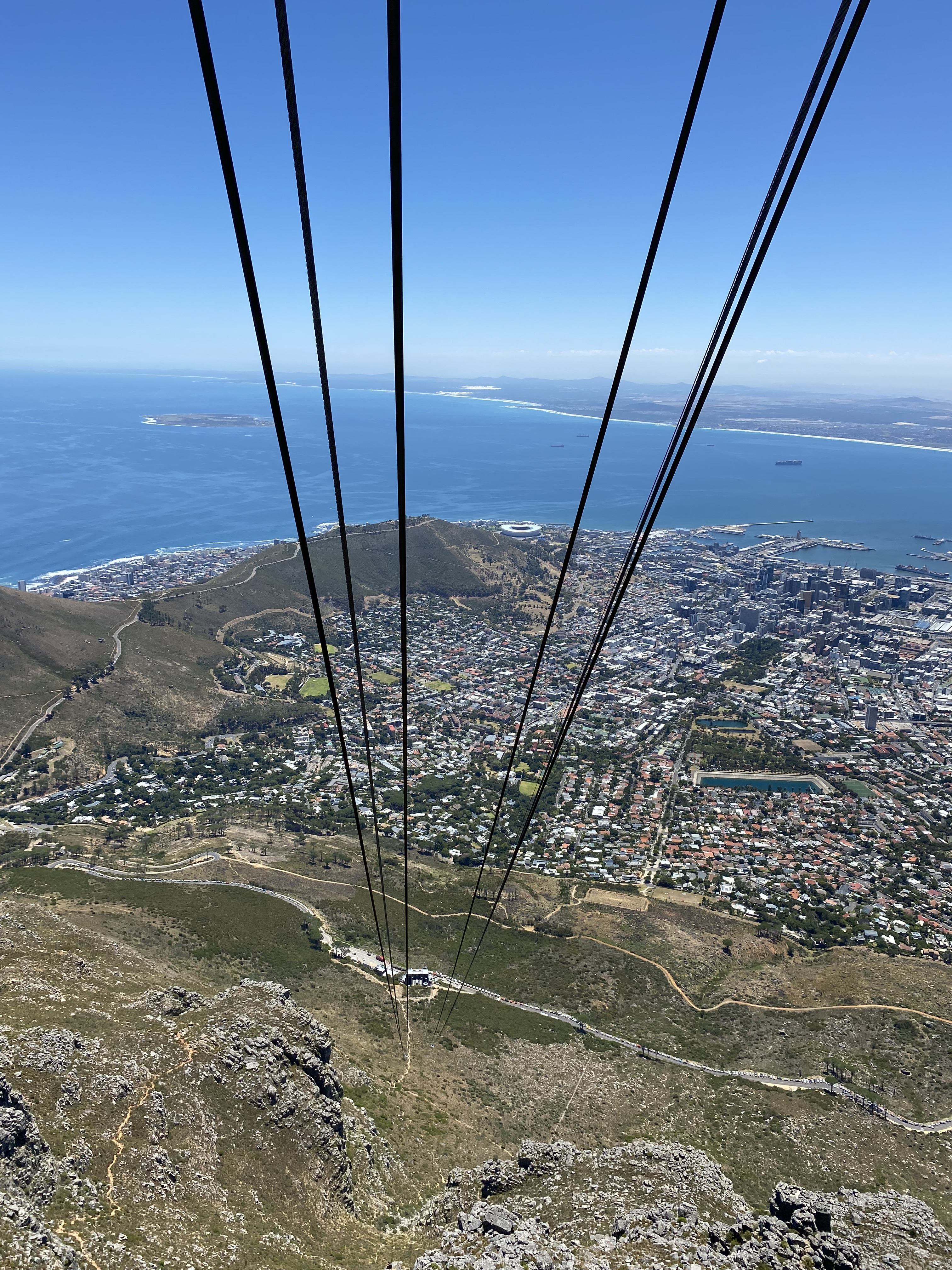
Tragseile der Pendelbahn am Tafelberg in Kapstadt. Unten zu sehen die Talstation der Table Mountain Aerial Cableway. Im Hintergrund: Robben Island in der Tafelbucht, der Signal Hill und das Stadtzentrum (2023).

Der Tafelberg gehört zu den meistbesuchten Touristenattraktionen in Südafrika. Neben einer großen Zahl von Wanderwegen mit unterschiedlichen Schwierigkeitsgraden führt bereits seit 1929 auch eine Seilbahn auf den Tafelberg – diese ursprünglich von der Leipziger Firma Adolf Bleichert & Co. erbaute und unter anderem 1958 und 1974 erneuerte Table Mountain Aerial Cableway überwindet einen Höhenunterschied von 700 Metern. Die 1997 von der Schweizer Garaventa AG erneuerte Pendelbahn ist mit zwei ROTAIR-Kabinen der CWA für 65 Personen und den Kabinenbegleiter ausgestattet, bei denen sich die Standfläche der Passagiere während der Fahrt um 360° dreht. Die Kabinen fahren auf zwei Tragseilen und werden von einem Zugseil bewegt. Auf der 1200 Meter langen Strecke gibt es keine Stützen. Die Seilbahn kann über 800 Personen pro Stunde befördern.
Der Tafelberg ist Teil des im Mai 1998 gegründeten Table-Mountain-Nationalparks.

## Brandkatastrophe 2021
Am 18. April 2021 begann sich am Tafelbergmassiv, konkret an den Flanken des Devil’s Peak ein Waldbrand auszubreiten. Das Feuer richtete erheblichen Schaden in Teilen der Universität Kapstadt sowie bei weiteren Gebäuden und der denkmalgeschützten Windmühle Mostert’s Mill an. Vier Einsatzkräfte der Brandbekämpfung mussten mit Verletzungen in ein Krankenhaus eingewiesen werden, tausende Studenten und Anwohner wurden vorübergehend evakuiert. Es wurde Brandstiftung vermutet.